# Willie Lyon
William „Willie“ King Lyon (* 7. März 1912 in Birkenhead; † 5. Dezember 1962 in Salford) war ein englischer Fußballspieler und Major im Zweiten Weltkrieg.

## Leben und Karriere
Willie Lyon wurde im Jahr 1912 im englischen Birkenhead geboren, wuchs jedoch in Schottland auf. Mit dem Fußballspielen begann er bei den Clydebank Juniors. Von 1933 bis 1935 spielte er für den schottischen Erstligisten aus Glasgow, dem FC Queen’s Park. Im April 1935 unterschrieb Lyon bei Celtic Glasgow. Er debütierte für den Verein am 10. August desselben Jahres als Celtic beim FC Aberdeen ein Ligaspiel der Saison 1935/36 mit 3:1-Sieg gewann. Er galt als starker und zäher Mittelfeldspieler, und kompromissloser Verteidiger. Als Mannschaftskapitän führte er Celtic 1936 und 1938 zur schottischen Meisterschaft. 1937 gewann er mit Celtic den schottischen Pokal vor der bis dahin größten Zuschauerzahl im Vereinsfußball von 147.365 im Hampden Park gegen den FC Aberdeen. 1938 wurde die Empire Exhibition Trophy gewonnen. Durch den Ausbruch des Zweiten Weltkriegs im Jahr 1939 geriet seine Fußballkarriere ins Stocken. Obwohl er einige Spiele während der Kriegsjahre für Celtic und FC Aberdeen als Gastspieler absolvierte, war seine Fußballkarriere fast vorbei. Als Soldat der Scots Guards diente Lyon als Major während des Afrikafeldzugs, der Invasion Siziliens und der Landung in der Normandie. 1944 wurde er bei Kämpfen in der Normandie schwer am Bein verletzt. Er erhielt das Military Cross. Seine Fußballkarriere musste er wegen der Verletzung vorzeitig beenden.
Willie Lyon starb am 5. Dezember 1962 im Alter von 50 Jahren in Salford. Sein Tod wurde mit großer Trauer bei Celtic aufgenommen. Die Flaggen um den Celtic Park wurden auf halbmast gesetzt. Die Spieler trugen schwarze Armbinden beim Spiel gegen Heart of Midlothian am 8. Dezember 1962.
Sein jüngerer Bruder Tom (1915–1998) war ebenfalls Fußballspieler und trat im Jahre 1939 als Gastspieler während des Zweiten Weltkrieges an der Seite seines Bruders bei Celtic Glasgow in Erscheinung.

## Weblink
- Willie Lyon in der Datenbank von thecelticwiki.com (englisch)

| Personendaten    | Personendaten                           |
| ---------------- | --------------------------------------- |
| NAME             | Lyon, Willie                            |
| ALTERNATIVNAMEN  | Lyon, William King (vollständiger Name) |
| KURZBESCHREIBUNG | englischer Fußballspieler               |
| GEBURTSDATUM     | 7. März 1912                            |
| GEBURTSORT       | Birkenhead, England                     |
| STERBEDATUM      | 5. Dezember 1962                        |
| STERBEORT        | Salford, England                        |